# Aschwin Wildeboer
Aschwin Wildeboer Faber (Sabadell, 14 febbraio 1986) è un ex nuotatore e allenatore di nuoto spagnolo di origini olandesi.

## Biografia
I genitori sono di origine olandese e si sono trasferiti a Sabadell, in Spagna nel 1978. Il padre Paulus è stato allenatore di nuoto del CN Sabadell in Spagna. Anche la madre è stata allenatrice di nuoto. Suo fratello Olaf Wildeboer ha rappresentato la Spagna ai Giochi olimpici di Atene 2004 e in seguito, dal 2016, ha gareggiato per i Paesi Bassi. Olaf Wildeboer è poi divenuto allenatore dell'Hovedstadens Svommeklub di Copenaghen, in Danimarca.
Aschwin Wildeboer ha iniziato a nuotare sin da piccolo. Si è specializzato nel dorso, ha partecipato alle Olimpiadi di Pechino 2008 in rappresentanza della Spagna giungendo settimo nella specialità dei 100 metri dorso.

## Palmarès
- Mondiali

Roma 2009: bronzo nei 100m dorso.
- Mondiali in vasca corta

Dubai 2010: argento nei 50m dorso e bronzo nei 100m dorso.
- Europei in vasca corta

Debrecen 2007: bronzo nei 50m dorso e nei 200m dorso.
Fiume 2008: oro nei 200m dorso, argento nei 50m dorso e nei 100m dorso.
Istanbul 2009: bronzo nei 50m dorso e nei 100m dorso.
Stettino 2011: oro nei 50m dorso, argento nei 100m dorso e nei 200m dorso.
- Europei giovanili

Lisbona 2004: oro nei 50m dorso e nei 100m dorso.
- Giochi del Mediterraneo

Pescara 2009: oro nei 50m dorso, nei 100m dorso, nei 200m dorso e nella 4x100m misti.